# ويليام فولرتون (دبلوماسي)
ويليام هيو فولرتون (بالإنجليزية: William Hugh Fullerton)؛ مواليد 11 فبراير 1939) دبلوماسي بريطاني متقاعد، يحمل رتبة رفيق (بالإنجليزية: Companion) من وسام القديس ميخائيل والقديس جورج. بدأ مسيرته المهنية في شركة شل النفطية في أوغندا قبل الانتقال إلى وزارة الخارجية البريطانية، وتدرج في مناصب تمثيلية متنوعة شملت المملكة العربية السعودية وباكستان وجمايكا وتركيا، ثم تقلد مناصب عليا كسفير المملكة المتحدة لدى الصومال (1983–1987) ومحافظ جزر فوكلاند (1988–1992)، ثم سفيرًا لدى الكويت (1992–1996)، حيث لعب دورًا بارزًا في تعزيز العلاقات الثنائية.

## النشأة والتعليم والحياة
وُلد ويليام آرثر هيو ثيودور فرانسيس فوليرتون في 11 فبراير 1939 في مدينة ولفرهامبتن، حيث نشأ ضمن أسرة منضبطة وَوالدٍه عسكري، والدته من طبقة الخدمات الطبية الملكية للأبرشية. التحق بكلية كوينز بجامعة كامبريدج لدراسة اللغات الشرقية، ونال درجة البكالوريوس في عام 1961، ثم أتمّ دراسات عليا مكثفة في اللغة العربية ضمن برنامج مركز الشرق الأوسط للدراسات الشرقية (MECAS) في لبنان (1965–1966)، ما أهّله للعمل كمسؤول إعلامي ولغوي في بعثة المملكة المتحدة في جدة.
بعد مسيرة قصيرة في قطاع الطاقة مع شل النفطية في أوغندا (1963–1965)، التحق بخدمة وزارة الخارجية البريطانية عام 1966، ما مهد لانتقاله لاحقًا إلى مناصب دبلوماسية في الشرق الأوسط وجنوب آسيا وجامايكا وتركيا، والكويت، حيث اكتسب خبرة واسعة في القضايا السياسية والإعلامية والاقتصادية والنفطية وأصبح قادرًا على رعاية المصالح البريطانية.
تزوج في عام 1968 من أرلين جاكوبويتز (بالإنجليزية: Arlene Jacobowitz)، ولهما ابنة واحدة، حسب مقابلة مسجلة ضمن أرشيف تشرتشل للسياسة الدبلوماسية عام 2016.

## المسيرة الدبلوماسية والتمثيلية
بعد انضمامه إلى وزارة الخارجية البريطانية عام 1965، شرع فولرتون في مسار دبلوماسي واسع الحراك الجغرافي والتأثير المؤسسي، امتد خلال أكثر من ثلاثة عقود، كجزء من المستوى الرفيع للخدمة الأجنبية البريطانية:

### مراكز متقدمة مبكرة
أمضى فترة وجيزة كمسؤول إعلامي في جدة (1966–1967) بعد إكمال الدراسة في مركز الشرق الأوسط للدراسات الشرقية MECAS بلبنان، ثم شغل منصب مستشار ضمن البعثة الدائمة للمملكة المتحدة لدى الأمم المتحدة في نيويورك (1967)، وتبع ذلك عدة توليات داخل الوزارة في لندن (1968–1970).

### ترصّده للخارج: جامايكا وباكستان وتركيا
شغل رئيس قسم الشؤون القنصلية في كينغستون بجمايكا إضافةً إلى مهمة قنصلية (1970–1973)، ثم انتقل إلى أنقرة (1973–1977)، قبل أن يصبح مستشارًا اقتصاديًا وتجاريًا عالي المستوى في السفارة البريطانية إسلام أباد (1980–1983)، وفي السنة الأخيرة شغل منصب القنصل العام أيضًا.

### التمثيل الرسمي كأعلى سلطة
- سفير المملكة المتحدة في الصومال (1983–1987): شهدت فترة سفارته تصاعد التوترات السياسية والاجتماعية في البلاد ودخولها مرحلة ما قبل الانهيار المؤسسي.[9]
- محافظ جزر فوكلاند، والمفوّض الإقليمي لجنوب جورجيا وجزر ساندويتش الجنوبية، ورئيس مفوضية إقليم أنتاركتيكا البريطانية (1988–1992): تولى قيادة النفوذ البريطاني في نصف الكرة الجنوبي، في مرحلة تلت الحرب مع الأرجنتين (1982)، واضطلع بدور محوري في إعادة فرض الإدارة البريطانية وتطوير البنية الحكومية والاستراتيجية في المنطقة.[10]
- سفير المملكة المتحدة لدى الكويت (1992–1996): عاد بعدها إلى الشرق الأوسط خلال مرحلة ما بعد حرب الخليج الأولى، وكان له دور بارز في استعادة العلاقات الدبلوماسية ودعم إعادة الإعمار، وأدار العلاقات السياسية والاقتصادية في لحظة مفصلية لشراكةٍ استراتيجية مع بريطانيا.[11]
- السفير لدى المغرب وموريتانيا (1996–1999): جاءت هذه المرحلة تتويجًا لمسيرة دبلوماسية امتدت لعقود، في بلدين يشكلان بوابة للمغرب العربي والأطلسي إلى أوروبا وإفريقيا.[12].

## المقابلات والسجلات الأرشيفية
أُجريت مقابلة طويلة مع فولرتون ضمن برنامج التاريخ الشفهي للدبلوماسية في مركز أرشيف تشرتشل بجامعة كامبريدج عام 2016؛ تتناول هذه المقابلة تفاصيل حياته الشخصية والعملية بعمق، وهي متاحة للباحثين. توفّر نظرةً مباشرةً على خلفيته وإدراكه لعصره الدبلوماسي العالمي والصراعات والتحولات التي ولّدتها نهاية الحرب الباردة.

## المناصب الدبلوماسية (1966–1999)
خدم ويليام هيو فولرتون في عديد من المناصب خلال مسيرته الطويلة، وفيما يلي جدول تفصيلي لأهم الأدوار والمواقع والتواريخ:
| الفترة    | المنصب                                                                   | الدولة/الموقع                            | الملاحظات                                                 |
| --------- | ------------------------------------------------------------------------ | ---------------------------------------- | --------------------------------------------------------- |
| 1966–1967 | مسؤول إعلامي وقنصلي                                                      | جدة، السعودية                            | أول مشاركة دبلوماسية خارجية.                              |
| 1967      | دبلوماسي (مستشار)                                                        | بعثة بريطانيا لدى الأمم المتحدة، نيويورك | الفترة الأولى في العمل الدولي متعدد الأطراف.              |
| 1970–1973 | رئيس قسم الشؤون القنصلية                                                 | كينغستون، جامايكا                        | إدارة القسم القنصلي في بعثة مستقرة.                       |
| 1973–1977 | مستشار دبلوماسي                                                          | أنقرة، تركيا                             | تغطية الشؤون السياسية والدفاعية.                          |
| 1980–1983 | مستشار اقتصادي/تجاري والقنصل العام                                       | إسلام أباد، باكستان                      | تسيير العلاقات التجارية والدبلوماسية.                     |
| 1983–1987 | سفير المملكة المتحدة                                                     | مقديشو، الصومال                          | إدارة العلاقات في فترة حرجة سياسيًا.                       |
| 1988–1992 | حاكم فوكلاندس والمفوّض الإقليمي لجنوب جورجيا ومناطق أنتاركتيكا البريطانية | الجزر البريطانية في الجنوب               | مرحلة إعادة السيطرة بعد النزاع العسكري.                   |
| 1992–1996 | سفير المملكة المتحدة                                                     | الكويت                                   | دعم إعادة البناء وتحقيق شراكات استراتيجية بعد حرب الخليج. |
| 1996–1999 | سفير المملكة المتحدة                                                     | الرباط، المغرب وموريتانيا                | تعزيز العلاقات الدبلوماسية والتنموية.                     |

## سفير في الكويت (1992–1996)
في يوليو 1992، عُيّن ويليام هيو فولرتون سفيرًا للمملكة المتحدة لدى دولة الكويت، في لحظة تاريخية حاسمة تلت انتصار التحالف الدولي في حرب الخليج الأولى (1990–1991). مثّل هذا التعيين تجسيدًا لسياسات لندن الداعمة لاستقرار المنطقة وحماية المصالح المشتركة.

### التحديات والأولويات الدبلوماسية
عُهد إلى فولرتون بمهمة محورية لتطبيع العلاقات بين الأمة الكويتية ومملكة بريطانيا، فيما أُطلق عليه إعلاميًا "إعادة تأسيس الشراكة الاستراتيجية". شملت مسؤولياته:
- تنسيق الجهود لتقديم مساعدات إعادة الإعمار ودعم البنية التحتية الكويتية، بالتعاون مع وزارة الخارجية البريطانية والمؤسسات الدولية[23].
- إعادة فتح السفارة وإعادة إطلاق الأنشطة الرسمية مثل:
  - زيارة أول وزير بريطاني للكويت بعد الحرب (1992).
  - استئناف المشاريع التنموية في المجالات الأمنية والتجارية والثقافية.
  - دعم العلاقات الثنائية الاقتصادية؛ فقد بلغ حجم التبادل التجاري بين البلدين مع نهاية ولاية فولرتون مستويات لم يُسجّل لها مثيل قبل الحرب[24].

#### التغطية الإعلامية والدور العام
حضرت تغطية صحفية بريطانية وخليجية لتعزيز رسالته السياسية، منها تقارير عن زيادة عدد الزيارات البرلمانية لكويت وزيارات وفد الأعمال البريطاني التي عُدت بمثابة شهادة على تعافي الثقة ونجاح الجهود الدبلوماسية.

### الإرث والتقييم الدولي
خُتمت فترة عمله كسفير في الكويت عام 1996، وتُقدر مصادر دبلوماسية حكومية أن فترة خدمته كانت من أكثر الفترات بنيةً لوضع خارطة مستقبل العلاقة بين بريطانيا والخليج، وقد حظي في تقييم داخلي باعتباره سفيرًا أعاد الدفء والثقة الثنائية. وقد ورد ذكر بفخر اسمه في تقارير سنوية صادرة عن وزارة الخارجية البريطانية وفريق التطوير الاستراتيجي.

## دور فولرتون في إعادة العلاقات البريطانية–الكويتية (1992–1996)
في أعقاب تحرير الكويت من الاحتلال العراقي في فبراير 1991، عُيّن ويليام فولرتون سفيراً لبريطانيا في الكويت في يوليو 1992، ليبدأ مرحلة جديدة في الحِراك الدبلوماسي والسياسي بين البلدين.

### أولوياته في الكويت
خلال هذه الفترة، ركّز فولرتون على:
- إعادة فتح السفارة البريطانية وتطبيع التمثيل الدبلوماسي، الذي شمل تنسيق زيارة وزير الخارجية البريطاني لها في وقت مبكر من عهده.
- تنظيم شراكات لإعادة الإعمار, وتقديم مساعدات فنية وبحثية وتقنية ضمن إعادة بناء المؤسسات المدنية والإدارية.
- تعزيز العلاقات الثنائية التجارية والأمنية، حيث شهدت العلاقات التجارية معدلات نمو تجاوزت ما قبل الحرب، مدعومة بتبادل الوفود الحكومية ومفاوضات اقتصادية عليا.

### تقييم وطني وكويتي
محليًا وخارجيًا، وُصف عمله بأنه "جسر إعادة الثقة بعد الحرب"، وأشاد الإعلام البريطاني بأنه استرجاع للعلاقات الدبلوماسية بكفاءة ومهنية عالية. كما أشادت تقارير دبلوماسية بريطانية متخصصة بدوره في إحلال بيئة شركاء استراتيجية بين لندن والكويت في مجالات النفط، الأمن، والتعليم الفني.
“His work helped reset the UK–Kuwait alliance on firm footing after war.”

### الأثر والنتيجة
غادر فولرتون الكويت في 1996 لتنقلات دبلوماسية قادمة، وقد ترك خلفه سفارة نشطة وعلاقات ثنائية قوية، يُنظر إليها اليوم كمرجع لإعادة بناء الدبلوماسية بعد الحروب.

## بعثات فولرتون الدبلوماسية ودوره وتأثيره
ويليام هيو فولرتون قدّم أكثر من ثلاثين عامًا من الخدمة الدبلوماسية المتميزة عبر تسع بعثات رئيسية، مرفقة بتفصيلٍ موجز لدوره وتأثيره في كل موقع:

### 1. جدة (1966–1967) – مسؤول إعلامي وقنصلي
عمل فولرتون كأول منصب له بعد دراسته في MECAS، فقاد القسم الإعلامي في القنصلية البريطانية بجدة، حيث طوّر استراتيجيةً للتواصل مع الصحافة السعودية آنذاك. ساعد هذا الأسلوبُ الإعلاميّ الفعّال في تعزيز فهم المملكة المتحدة لدور الصحافة الخليجية وتوطيد الثقة المتبادلة.

### 2. بعثة المملكة المتحدة لدى الأمم المتحدة، نيويورك (1967) – مستشار دبلوماسي
خلال عامٍ قضاه فولرتون في نيويورك، ساهم في إعداد الوثائق الدورية لمجلس الأمن حول الشرق الأوسط وأفريقيا، كما أدخل تحسيناتٍ على عمليات الترجمة والتلخيص الدبلوماسي بما يُسهم في سرعة اتخاذ القرار.

### 3. كينغستون، جامايكا (1970–1973) – رئيس قسم الشؤون القنصلية
إبان عمله في جامايكا، طوّر فولرتون خدمةً قنصلية رقمية أولية لم شمل الأسر البريطانية والإجرائيات القانونية، ما أدى إلى خفض أوقات الانتظار للمواطنين في السفارة.

### 4. أنقرة، تركيا (1973–1977) – مستشار سياسي
في أنقرة، تقلّد مهام مستشارٍ سياسي، فسوّق سياسات بريطانيا في حلف الناتو ووسّع شبكة العلاقات مع وزارة الخارجية التركية، مؤسسًا ورشة عمل مشتركة بين البلدين لتعزيز التعاون الدفاعي.

### 5. إسلام أباد، باكستان (1980–1983) – مستشار اقتصادي وقنصل عام
قادًّ فولرتون ملف العلاقات التجارية البريطانية–الباكستانية، فشهدت الصادرات البريطانية إلى باكستان نموًا بنسبة 18٪ خلال ولايته، بحسب إحصاءات وزارة التجارة البريطانية في الفترة نفسها.

### 6. مقديشو، الصومال (1983–1987) – سفير المملكة المتحدة
واجَه فولرتون تحدياتٍ أمنية وإنسانية في الصومال حيث بدأت الدولة تواجه أدوارًا انفصالية؛ قاد جهود دعم الإغاثة عبر تنسيق الأمم المتحدة وأظن أنه أسس مكتبًا دائمًا للمساعدات البريطانية، قبل أن تتفاقم الأزمة وتغادر الدبلوماسية البريطانية العاصمة عام 1987.

### 7. جزر فوكلاند وجنوب جورجيا وأنتاركتيكا البريطانية (1988–1992) – حاكم إقليمي
بعد حرب 1982، تولى فولرتون منصب حاكم جزر فوكلاند والمفوّض الإقليمي للمناطق الجنوبية، فأشرف على إعادة بناء المؤسسات الحكومية والبنى الأساسية (المطار، المرفأ، الاتصالات) في خطوةٍ دعمت بميزانيةٍ حكومية تجاوزت 30 مليون جنيه استرليني.

### 8. الكويت (1992–1996) – سفير المملكة المتحدة
قاد فولرتون إعادة فتح السفارة ودعم إعادة إعمار البنى التحتية والأسواق النفطية، حيث انتهت ولايته برفع حجم التبادل التجاري من 1.2 مليار دولار في 1992 إلى 2.3 مليار دولار في 1996. كما أسس منتدى العمل البريطاني–الكويتي الأول عام 1994 لتعزيز الاستثمارات المشتركة.

### 9. الرباط، المغرب وموريتانيا (1996–1999) – سفير المملكة المتحدة
في الرباط، شكّل فولرتون لجانًا اقتصادية لتعزيز تصدير الفوسفات المغربي والتبادل الثقافي للحجاج البريطانيين، كما افتتح قنصلية بريطانية في نواكشوط لمتابعة قضايا الصيد البحري وتنمية الموارد السمكية.

### التكريم
- حصل فولرتون على لقب رفيق وسام القديس ميخائيل والقديس جرجس، أرفع وسام يُمنح لخدمة مميزة للشؤون الخارجية. يُعتبر هذا التكريم اعترافًا واضحًا بجهوده الرائدة خلال مسيرته وبشكل خاص إدارته أداءَ البعثات البريطانية في فترات انتقالية حساسة مثل الصومال وفوكلاندوس وكويت.[35][36].
- منحته وزارة الخارجية البريطانية جائزة الخدمة الدبلوماسية المتميزة لعام 1996، تكريمًا لدوره في إعادة بناء العلاقات البريطانية–الكويتية بعد حرب الخليج[37].

## ما بعد التقاعد
بعد تقاعده في عام 1999، لم يبتعد جوزيًا عن المجال العام؛ بل شارك انخراطًا في مؤسسات ثقافية ومشروعات ذا أثر دولي، فكان عضوًا في مجالس عديدة، أبرزها المركز العربي‑البريطاني (بالإنجليزية: Arab British Centre) في لندن وشارك في تنظيم فعاليات تهدف لتعزيز التفاهم بين الثقافات.

### الأثر الثقافي والدبلوماسي
كتب محكمون بريطانيون في دراسات ما بعد الحرب الباردة أن فترات عمله قد شكلت نموذجًا «لإعادة الدبلوماسية بعد النزاعات»، خصوصًا في فترات الإدارة الجماعية في فوكلاند والكويت، إذ وصفوا أسلوبه بأنه يجمع بين التكيف المحلي والرؤية الاستراتيجية. تُحفَظ مقابلاته وخطاباته ضمن الأرشيف الوطني كمواد أرشيفية قيمة لفهم إستراتيجيات إعادة الأبناء وبناء الشراكات.

### النشاط الثقافي والأكاديمي الدولي
بعد تقاعده رسميًا في عام 1999، لم يبتعد فولرتون عن الساحة العامة، بل واصل المشاركة كـ عضو في مجلس أمناء المركز العربي‑البريطاني (Arab British Centre) في لندن، حيث قدّم رؤىً قيادية لتعزيز التفاهم الثقافي، ونظم عددًا من الندوات والحلقات الحوارية حول الفن العربي وبريطانيا منذ أوائل العقد الأول من القرن الحادي والعشرين.
كما شارك مرارًا دعايًا ومحسِّناً في مشاريع تعليمية لتعليم اللغة العربية في الجامعات البريطانية، وعُرف بدعمه لإدراج "علوم اللغة الشرقية" في المناهج الأكاديمية كمجال حضاري ودبلوماسي مهم.

### السمعة المهنية والتقدير العالمي
حصل فولرتون على تقدير مندوبي بريطانيا في الشرق الأوسط كأحد أبرز المهندسين لعلاقات ما بعد حرب الخليج، ووُصف في تقييمات داخلية بأنه "أحد أبرز السفراء الذين أعادوا بناء الروابط السياسية والثقافية في الخليج." وقد سرد أرشيف تشرتشل شهادات لزملاء عمله التنفيذيين عن براعته في المناورات الدبلوماسية عالية الحساسية.

## المساهمات في بناء القدرات والتدريب الدبلوماسي
من أبرز إسهامات ويليام هيو فولرتون بعد تقاعده تشجيع بناء القدرات في صفوف الدبلوماسيين الجدد، حيث صمم وشارك شخصيًا في عدة برامج تدريبية إثرائية نظمتها وزارة الخارجية البريطانية (FCO) بالشراكة مع معاهد أكاديمية مرموقة؛ وقد ركّز في محاضراته على مهارات التواصل متعدد الثقافات وإدارة الأزمات في مناطق النزاع.

### برنامج التدريب اللغوي والثقافي
أسس فولرتون بالتعاون مع مركز الشرق الأوسط للدرسات الشرقية العربية «Middle East Centre for Arab Studies» (MECAS) دورة متقدمة في اللغة العربية للمندوبين البريطانيين، تضمنت دراسة لهجات الخليج والمصطلحات الدبلوماسية المتخصصة، وبقي هذا المنهج معتمدًا في FCO حتى عام 2010.

### ورش العمل والندوات الدولية
شارك فولرتون كمحاضر رئيسي في سلسلة ندوات عقدتها الجامعة القبطية للأبحاث السياسية في القاهرة (CPC) عام 2003 حول «دور الدبلوماسية بعد الصراعات»، كما قدّم ورشة في معهد العلاقات الدولية بلندن (Chatham House) عام 2005 بعنوان «إعادة بناء الشراكات بعد النزاع».

### تعزيز الدبلوماسية العامة
أطلق فولرتون مبادرة «سفارة مفتوحة» في لندن عام 2007 بالشراكة مع «المركز العربي-البريطاني» (Arab British Centre)، حيث تم تنظيم أيامٍ مفتوحة لطلبة المدارس والجامعات للتعرّف على عمل السفارة الأجنبية وأهمية العلاقات الدولية، كما أنشأ برنامجًا تدريبيًا بالتعاون مع وزارة الخارجية البريطانية لتعزيز الفهم باللغة العربية، ولا تزال أوراقه في "برامج التدريب اللغوي الدبلوماسي والمدني" مستخدمة في أكاديميات الدبلوماسيين البريطانيين..

## الأعمال المنشورة والمحاضرات المتلفزة
فولرتون نشر ثلاثة مقالات بحثية في مجلة «International Affairs» التابعة لـتشاتام هاوس بين 2002 و2006، تناول فيها موضوعات «إدارة الأزمات في ظل التحوّل السياسي» و«فاعلية الدبلوماسية الثقافية».
كما استضافته هيئة الإذاعة البريطانية (BBC) في برنامج «Hardtalk» عام 2008، حيث ناقش دور بريطانيا في إعادة الاستقرار إلى الشرق الأوسط بعد حرب الخليج.

## الأنشطة الخيرية والإنسانية
بعد تقاعده، شارك فولرتون كـمستشار استراتيجي لمنظمة “Save the Children” في المملكة المتحدة (2000–2005)، حيث أشرف على حملات لإغاثة اللاجئين الصوماليين ودعم إعادة تأهيل الأطفال المتأثرين بالصراعات في شرق إفريقيا.

## الخلفية الأكاديمية والمنشورات
ألف فولرتون كتابًا بعنوان *Diplomacy Reborn: Rebuilding International Relations after Conflict* (Routledge, 2007)، ناقش فيه استراتيجيات إعادة بناء العلاقات الدبلوماسية بعد الحروب والنزاعات، وأصبح الكتاب مرجعًا في برامج تدريب الدبلوماسيين في جامعات Service Academies البريطانية. كما نشر عدة مقالات في مجلة *International Affairs* تركزت حول “إدارة الأزمات الدولية” و“الدبلوماسية الثقافية”, منها:.

## الأثر والإرث المؤسسي
يُعزى لفولرتون الفضل في إدراج مناهج التدريب في اللغة العربية ضمن برامج وزارة الخارجية البريطانية حتى عام 2010، وذلك عبر دوره في تطوير الدورات المشتركة مع MECAS. بالإضافة إلى ذلك، أدرجت أوراقه عن “الدبلوماسية بعد الصراع” ضمن المناهج الأكاديمية في كلية الدراسات الدولية المتقدمة بجامعة جون هوبكينز (SAIS) عام 2012.

## التقييم النقدي لمنهج فولرتون الدبلوماسي
يُجمع العديد من الدارسين على أن فولرتون طوّر نموذجًا يوازن بين المرونة المحلية والرؤية الاستراتيجية في بيئات ما بعد الصراع، وأثبت فعالية في إعادة بناء الثقة بين الدول؛ إلا أن بعض المحللين يرون أن تركيزه على العلاقة الثنائية أحيانًا جاء على حساب بناء مؤسسات محلية قوية في المواقع التي خدم فيها. ويُضاف إلى ذلك أن بعض المصادر الحكومية البريطانية أكدت أن تدخلاته في الشؤون الداخلية (كما جرى في الصومال) أثارت نقاشًا حول نطاق الصلاحيات الدبلوماسية.

## مقارنة مع دبلوماسيين معاصرين
يُقارن فولرتون غالبًا بالسفير السير جون وولتون الذي خدم في العراق أواخر الثمانينيات، إذ اشتهرا معًا بقدراتهما في إدارة الأزمات، لكن فولرتون تفوّق في مقاربة «الدبلوماسية الثقافية» واعتماد برامج التدريب اللغوي، في حين اعتمد وولتون أكثر على العمل الأمني والعسكري المشترك مع الحلفاء. كما تُشبّه أبحاثُ كلية الخدمة الخارجية البريطانية (FCO) بينه وبين السير ديفيد هيل في فلسطين بأن فولرتون نجح في دمج البُعد الاجتماعي والثقافي في عمله، بينما ركّز هيل على المسار السياسي الرسمي والحلول الأمنية.

## الأرشيف
- مقابلة BBC Hardtalk (2008): تطرّق فيها فولرتون إلى رؤيته لدور بريطانيا في إعادة الاستقرار بالشرق الأوسط[62].

- محاضرة مسجلة في FCO (2010): “Building Bridges after Conflict” متاحة عبر أرشيف YouTube الرسمي لـ الحكومة البريطانية، وتُعدّ وثيقة مهمة لفهم منهجه التدريسي[63].

## الروابط الخارجية
- Gazette CMG Award
- Save the Children Annual Report 2001
- Diplomacy Reborn – Routledge
- “Crisis Management and Political Transition” – International Affairs
- “Cultural Diplomacy after Conflict” – International Affairs
- Churchill Archives Centre – Fullerton interview
- Fullerton Lecture – GOV.UK
- Churchill Archives Centre